# Sarah Y. Mason
Sarah Y. Mason, nata Sarah Yeiser Mason (Pima, 31 marzo 1896 – Los Angeles, 28 novembre 1980), è stata una sceneggiatrice statunitense.
Nel 1934, vinse insieme al marito Victor Heerman l'Oscar alla migliore sceneggiatura non originale per il film Piccole donne. Sarah Y. Mason fu una delle prime a Hollywood a specializzarsi nella supervisione delle sceneggiature e nella continuità nel periodo che vedeva il passaggio del cinema dal muto al sonoro.

## Filmografia
- Avventura marocchina di Douglas (Bound in Morocco), regia di Allan Dwan (1918)
- Il cavaliere dell'Arizona (Arizona), regia di Douglas Fairbanks e, non accreditato, Albert Parker (1918)
- Bright Skies, regia di Henry Kolker (1920)
- Heart of Twenty, regia di Henry Kolker (1920)
- Held in Trust, regia di John Ince (1920)
- Ah! sposiamoci subito! (The Poor Simp), regia di Victor Heerman (1920)
- Prestami tua moglie (The Chicken in the Case), regia di Victor Heerman (1921)
- A Divorce of Convenience, regia di Robert Ellis (1921)
- The Girl from Nowhere, regia di George Archainbaud (1921)
- Modern Matrimony, regia di Lawrence C. Windom (1923)
- Leap Year, regia di James Cruze, Roscoe 'Fatty' Arbuckle (1924)
- Fools of Fashion, regia di James C. McKay (1926)
- One Hour of Love, regia di Robert Florey (1927)
- Backstage, regia di Phil Goldstone (come Phil Stone) (1927)
- Amanti per burla (The Cradle Snatchers), regia di Howard Hawks (1927)
- Il misterioso Jimmy (Alias Jimmy Valentine), regia di Jack Conway (1928)
- La canzone di Broadway (The Broadway Melody), regia di Harry Beaumont (1929)
- They Learned About Women, regia di Jack Conway, Sam Wood (1930)
- Come rubai mia moglie (The Girl Said No), regia di Sam Wood (1930)
- Love in the Rough, regia di Charles Reisner (1930)
- The Man in Possession, regia di Sam Wood (1931)
- Perfidia (Shopworn), regia di Nick Grinde (1932)
- L'età della ragione (The Age of Consent), regia di Gregory La Cava (1932)
- Chance at Heaven, regia di William A. Seiter (1933)
- Piccole donne (Little Women), regia di George Cukor (1933)
- The Age of Innocence, regia di Philip Moeller (1934)
- Lo specchio della vita (Imitation of Life), regia di John M. Stahl (1934)
- Amore tzigano (The Little Minister), regia di Richard Wallace (1934)
- Quando si ama (Break of Hearts), regia di Philip Moeller (!935)
- Al di là delle tenebre (Magnificent Obsession), regia di John M. Stahl (1935)
- Amore sublime (Stella Dallas), regia di King Vidor (1937)
- Passione (Golden Boy), regia di Rouben Mamoulian (1939)
- Orgoglio e pregiudizio (Pride and Prejudice), regia di Robert Z. Leonard (1940)
- Marinai allegri (A Girl, a Guy, and a Gob), regia di Richard Wallace (1941
- Incontriamoci a Saint Louis (Meet Me in St. Louis) (1944)
- Piccole donne (Little Women), regia di Mervyn LeRoy (1949)
- Magnifica ossessione (Magnificent Obsession), regia di Douglas Sirk (1954)

## Premi
- Oscar alla migliore sceneggiatura non originale per Piccole donne (1934)